# Serromyia dipetala
Serromyia dipetala är en tvåvingeart som beskrevs av Remm 1965. Serromyia dipetala ingår i släktet Serromyia och familjen svidknott. Inga underarter finns listade i Catalogue of Life.